# Вибіркове перенесення

## Історія відкриття
Уперше явище вибіркового перенесення було виявлено в СРСР у середині 1950-х років при дослідженні вузлів тертя літака. Був відкритий ефект спонтанного утворення тонкої плівки міді на поверхні деталей у парах сталь—бронза, що працюють у спирто-гліцериновому змащенні. Плівка товщиною 1—2 мкм, що покривала і сталь, і бронзу, у десятки разів знижувала силу тертя і зношування деталей. Це явище також було виявлено в парах сталь—бронза зі змащенням ЦИАТИМ-201, а також у парі сталь—сталь у вузлах компресора холодильників при змащенні мастило-фреонової сумішшю.
Пізніше було встановлено, що в парі сталь—бронза відбувається анодне розчинення бронзи (легуючі елементи переходять у мастило), і поверхня бронзової деталі збагачується міддю; потім ця мідь при терті переноситься (схоплюється) на поверхню сталевої деталі.
У компресорах холодильників під дією масло-фреонової суміші поступово розчиняється мідна трубка охолоджувача; іони міді переносяться змащенням на поверхню вузлів тертя, які, завдяки цьому, працюють десятки років практично без зношування в важких умовах частих зупинок і запусків електродвигуна холодильника.
Ефект вибіркового перенесення, як й явище структурного пристосування металів при терті, являє собою прояв самоорганізації неживої природи. У живій природі можна знайти два типи вузлів тертя: твердий матеріал—твердий матеріал (зуби) і м'який матеріал—м'який матеріал (наприклад, суглоб: кістка покрита хрящем, а поверхня суглоба — полімерною плівкою). Такі біологічні «вузли тертя» є універсальними в живих організмах, вони служать багато років і здатні до самовідновлення.
Нежива природа за певних умов здатна до самоорганізації. Спостерігаються як процеси розпаду з підвищенням ентропії (наприклад, випаровування води), так і процеси самоорганізації (конденсація пари: рідина за рівнем організації вища, ніж пара).
Самоорганізація — універсальна властивість матерії, його прояв не властивий якимсь певним класам матеріалів. Вузол тертя задовольняє умовам прояву самоорганізації: у вузлі здійснюється обмін енергією і речовиною із зовнішнім середовищем (відкрита система), до нього ззовні підводить енергія і змащення. Під впливом тертя «включається» певний механізм пристосування системи до зовнішнього впливу, спрямований на компенсацію руйнівного впливу тертя. Тобто, за певних умов тертя несе в собі не тільки руйнування, але й створює системи з більше високим рівнем організації.

## Періоди вибіркового перенесення
До періодів вибіркового перенесення відносять два етапи: початковий і усталений. Далі розглянуто на прикладі холодильного компресора.

### Початковий період
При терті пари «сталь-сталь» відбувається виділення тепла, під дію якого окисляється мастильно-охолоджувальна суміш (50 % фреону й 50 % мастила). Кислоти, що утворилися при терті, розчиняють поверхню мідних трубок (по яких циркулює фреоно-змащуюча рідина) і переводять іони міді в змащення. Циркулюючи в системі, всередині холодильника, іони міді осідають у вигляді плівки на сталевих поверхнях тертя.

### Період постійного режиму
Після виникнення мідної плівки виникає пара тертя мідь—мідь. За рахунок цього поліпшуються умови тертя, припиняється тепловиділення при терті й окислювання мастильно-охолоджувальної суміші і, як наслідок, припиняється розчинення мідних трубок. При порушенні суцільності плівки режим тертя погіршується; це призводить до окислювання змащення, до додаткового розчинення міді, у наслідок чого захисна плівка відновлюється. Цей процес повторюється з певною періодичністю в міру руйнування захисної плівки.
Металева захисна плівка, що виникає на поверхнях тертя, називається сервовітною від лат. servo-witte — рятувати життя.

## Механізми утворення сервовітної плівки
Механізм утворення плівки змінюється залежно від типу матеріалів, які беруть участь у терті, і умов тертя. Зафіксовано такі випадки прояву ефекту вибіркового перенесення:
1. У парі бронза—сталь при змащенні гліцерином (при використанні гліцерину механізм вибіркового перенесення реалізується найбільше часто). Гліцерин являє собою слабку кислоту і розчиняє верхній шар бронзи, внаслідок чого атоми легуючих елементів видаляються з поверхні бронзової деталі. Її поверхня збагачується міддю, що містить велику кількість вакансій. З'єднуючись, вакансії утворять порожнини, заповнені гліцерином. Мідь «схоплюється» при терті зі сталлю і переноситься на сталеву поверхню, утворюючи шар товщиною 1—2 мкм. Виникнення мідної плівки перериває контакт бронзи із гліцерином, і процес тимчасово припиняється[1].
2. У парі сталь—сталь при роботі зі змащенням, що містить часточки міді, бронзи, свинцю, срібла (прикладом такого змащення є ЦИАТИМ-201). Поверхні покриваються плівкою металів, що перебувають у мастильному матеріалі[2].
3. У порошкових спечених матеріалах, які працюють у нафтопродуктах і стічних водах. М'яка складова матеріалу за рахунок тертя видавлюється на поверхню і розчиняється в рідині; через рідину атоми міді переносяться на поверхню твердих часток, покриваючи їх захисною плівкою[3].
4. У парі полімер (наповнений закисом міді—сталь при змащенні гліцерином. Гліцерин відновлює закис міді до чистої міді, який схоплюється зі сталевою поверхнею і переноситься на неї[4].
5. У парі «полімер (наповнен часточками мідного дроту) — сталь». Крім плівки міді, на сталі виникає шар металополімерів, що виникли в результаті взаємодії полімеру і сталs. Поява таких плівок у цьому випадку може відбуватися в умовах тертя без змащення[5].

## Фактори прояву ефекту вибіркового перенесення
Висока зносостійкість, яка характерна для ефекту вибіркового перенесення, пов'язана з дією ряду факторів, обумовлених виникненням сервовітної плівки. До цих факторів відносяться:
- Здійснення контакту поверхонь через тонкий пластичний шар міді. Сервовітна плівка перекриває нерівності поверхні деталей, що труться, легко деформується і згладжує рельєф, збільшуючи контактну площу тертя. У результаті знижується тиск на поверхні тертя, тобто зменшується ймовірність схоплювання і взаємного впровадження виступів, що завжди призводить до підвищеного зношування.

- Усунення окислювання металу на поверхні тертя. Окисні плівки запобігають схоплюванню поверхонь, але через свою крихкість вони швидко руйнуються, що прискорює зношування. У режимі вибіркового перенесення окисні плівки не виникають, оскільки поверхня захищена сервовітною плівкою і щільними шарами позитивно заряджених молекул ПАР, які виникають при терті. Звичайні окисні плівки перешкоджають виходу дислокацій на поверхню і тому прискорюють наклеп і руйнування поверхневих шарів. Сервовітні плівки мають високу пластичність, у них дислокації можуть «розряджатися» без істотного зміцнення поверхні.

- Реалізація ефекту Ребіндера. Окисні плівки ускладнюють доступ поверхнево-активних речовин до поверхні, тому не досягається ефект пластифікації (розм'якшення) поверхні. На сервовітній плівці окисли не виникають, тому вона сприяє повному прояву ефекту Ребіндера. Розм'якшені робочі поверхні краще припрацьовуються один до одного при терті, збільшуючи площу фактичного контакту.

- Перенос часток з однієї поверхні тертя на іншу й утримання їх електричним полем у зоні контакту. Звичайні продукти зношування являють собою незаряджені частки окислів, які несуться з поверхні; при цьому вони діють як абразив, дряпаючи поверхню. При вибірковому перенесенні продуктами зношування є частки міді. Ці частки мають пористу поверхню, яка є дуже активною і швидко покривається щільним шаром ПАР. Такі частки називають міцелами, вони мають електричний заряд. Під дією заряду міцели скупчуються в зазорах і можуть переноситися з поверхні на поверхню, відновлюючи зруйновану сервовітну плівку. Таким чином, частки зношування сервовітної плівки не видаляються із зони тертя, що різко знижує зношування.

- Утворення продуктів полімеризації матеріалу на поверхні сервовітної плівки. У мастильний матеріал найчастіше додають спеціальні речовини (наприклад, суміш метилового ефіру багатоосновної кислоти і полімеру (поліамідів)), які при терті полімерізуються і утворюють додатковий захисний шар. При граничному змащенні полімерні плівки утворюються лише через деякий час, оскільки окісні плівки перешкоджають процесу полімеризації. При вибірковому перенесені цей процес прискорюється, оскільки на сервовітній плівці окисли відсутні; крім того, сервовітна плівка є каталізатором процесу полімеризації.